# 安卡祖貝區
安卡祖貝區，是馬達加斯加的行政區，位於該國中部，由阿那拉芒加區負責管轄，首府設於安卡祖貝，面積7,458平方公里，2011年人口143,592，人口密度每平方公里19人。